# Dabaimashi (sockenhuvudort i Kina, Liaoning Sheng, lat 40,77, long 120,90)
Dabaimashi (kinesiska: 大白马石, 北港街道) är en sockenhuvudort i Kina. Den ligger i provinsen Liaoning, i den nordöstra delen av landet, omkring 240 kilometer sydväst om provinshuvudstaden Shenyang. Antalet invånare är 14 095. Befolkningen består av 7 013 kvinnor och 7 082 män. Barn under 15 år utgör 13,0 %, vuxna 15-64 år 77 %, och äldre över 65 år 9,0 %.
Närmaste större samhälle är Lianshan, 4,3 km väster om Dabaimashi. Trakten runt Dabaimashi består i huvudsak av gräsmarker.
Genomsnittlig årsnederbörd är 723 millimeter. Den regnigaste månaden är juli, med i genomsnitt 177 mm nederbörd, och den torraste är februari, med 4 mm nederbörd.